# Desperate Trails (pel·lícula de 1921)
Desperate Trails és una pel·lícula muda dirigida per John Ford i protagonitzada per Harry Carey. Basada en el relat “Christmas Eve at Pilot Butte” de Courtney Ryley Cooper, la pel·lícula es va estrenar el 9 de juliol de 1921. Es tracta d’una pel·lícula perduda.

## Argument
Bart Carson està enamorat de Lou i accepta anar a la presó per salvar Walter A. Walker, un home que es fa passar pel germà de Lou. En realitat és un amant de Lou que ha abandonat la seva dona i els seus dos fills i ha robat un tren. Després d'assabentar-se de la veritat a la presó, Bart s'escapa de la presó i cerca Walter per matar-lo. Aquest cau d'un tren intentant escapar i mor. Bart es presenta a casa de la senyora Walker la nit de Nadal i es deixa prendre per tal que la vídua i el fill pugin tenir la recompensa d’haver-lo atrapat. El xèrif però l’informa que Lou ha confessat i que Bart serà posat en llibertat.

## Repartiment
- Harry Carey (Bart Carson)
- Irene Rich (Mrs. Walker)
- George E. Stone (Dannie Boy)
- Helen Field (Carrie)
- Edward Coxen (Walter A. Walker)
- Barbara La Marr (Lady Lou)
- George Siegmann (Sheriff Price)
- Charles Inslee (Doc Higgins)